# مارک چنگ
مارک چنگ (انگلیسی: Mark Cheng؛ زادهٔ ۶ اکتبر ۱۹۶۴) بازیگر اهل هنگ کنگ است.
از فیلم‌ها یا مجموعه‌های تلویزیونی که وی در آن‌ها نقش داشته است می‌توان به جنگ اشاره نمود.